# Швеция на летних Олимпийских играх 1900
Швеция на летних Олимпийских играх 1900 была представлена десятью спортсменами в четырёх видах спорта. Страна заняла 20-е место в общекомандном медальном зачёте.

## Медалисты

### Бронза
| Бронза |            |                           |
| №      | Спортсмены | Вид спорта (дисциплина)   |
| 1      | Эрнст Фаст | Лёгкая атлетика (марафон) |

### 

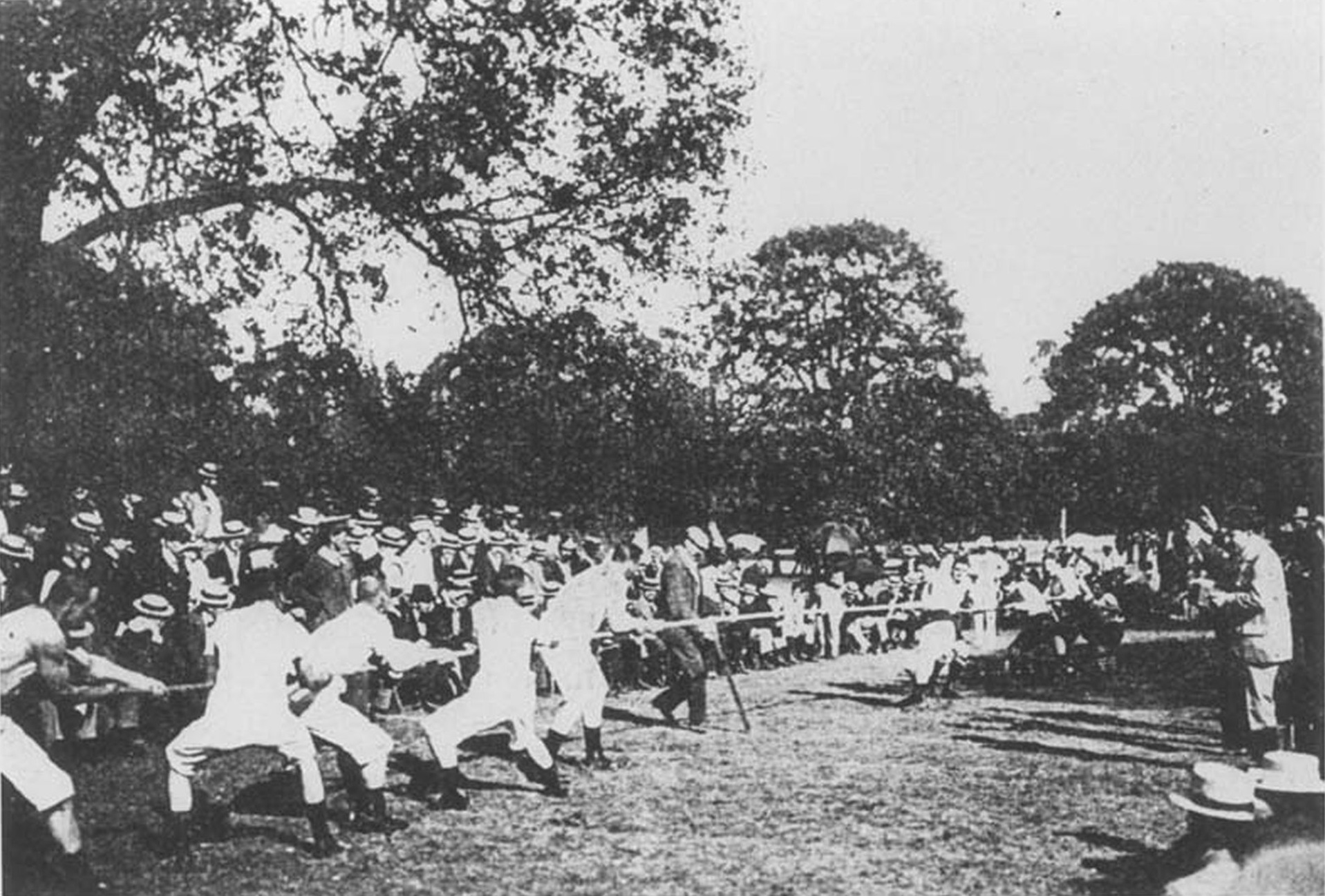
Перетягивание каната

## Результаты соревнований

### Лёгкая атлетика
| Соревнование           | Спортсмен         | Предварительный раунд | Предварительный раунд | Полуфинал | Полуфинал | Дополнительный раунд | Дополнительный раунд | Финал      | Финал     |
| Соревнование           | Спортсмен         | Результат             | Место                 | Результат | Место     | Результат            | Место                | Результат  | Место     |
| ---------------------- | ----------------- | --------------------- | --------------------- | --------- | --------- | -------------------- | -------------------- | ---------- | --------- |
| 60 метров              | Исаак Вестергрен  | неизвестен            | 4-5                   |           |           |                      |                      | не прошёл  | не прошёл |
| 100 метров             | Исаак Вестергрен  | неизвестен            | 4                     | не прошёл | не прошёл | не прошёл            | не прошёл            | не прошёл  | не прошёл |
| Марафон                | Эрнст Фаст        |                       |                       |           |           |                      |                      | 3:37:14,0  | 3         |
| Марафон                | Йохан Нистрём     |                       |                       |           |           |                      |                      | DNF        | —         |
| Прыжки в длину         | Теодор Блом       |                       |                       |           |           |                      |                      | 5,77 м     | 11        |
| Прыжки в длину         | Эрик Лемминг      |                       |                       |           |           |                      |                      | 5,50 м     | 12        |
| Тройной прыжок         | Карл Штааф        |                       |                       |           |           |                      |                      | неизвестен | 7-13      |
| Тройной прыжок         | Эрик Лемминг      |                       |                       |           |           |                      |                      | неизвестен | 7-13      |
| Прыжки в высоту        | Эрик Лемминг      |                       |                       |           |           |                      |                      | 1,70 м     | 4         |
| Прыжки в высоту        | Теодор Блом       |                       |                       |           |           |                      |                      | 1,50 м     | 8         |
| Прыжки с шестом        | Эрик Лемминг      |                       |                       |           |           |                      |                      | 3,10 м     | 4         |
| Прыжки с шестом        | Карл Штааф        |                       |                       |           |           |                      |                      | 2,80 м     | 7         |
| Прыжки с шестом        | Август Нильссон   |                       |                       |           |           |                      |                      | 2,60 м     | 8         |
| Тройной прыжок с места | Карл Штааф        |                       |                       |           |           |                      |                      | неизвестен | 5-10      |
| Толкание ядра          | Густаф Сёдерстрём |                       |                       |           |           |                      |                      | 11,18 м    | 6         |
| Толкание ядра          | Август Нильссон   |                       |                       |           |           |                      |                      | 10,86 м    | 9         |
| Метание диска          | Густаф Сёдерстрём |                       |                       |           |           |                      |                      | 33,07 м    | 6         |
| Метание диска          | Эрик Лемминг      |                       |                       |           |           |                      |                      | 32,50 м    | 8         |
| Метание молота         | Эрик Лемминг      |                       |                       |           |           |                      |                      | неизвестен | 4         |
| Метание молота         | Карл Штааф        |                       |                       |           |           |                      |                      | неизвестен | 5         |

### Перетягивание каната
| Победитель | Счёт | Проигравший                                                                                                   |
| --- | ---- | --- |
| Смешанная команда Чарльз Винклер (DEN) Август Нильссон (SWE) Густаф Сёдерстрём (SWE) Ойген Шмидт (DEN) Карл Штааф (SWE) Эдгар Эбю (DEN) | 2:0  | Франция Реймон Бассе · Шарль Гондуан · Константин Энрикес де Зубейра · Жан Колля · Жозеф Роффо · Эмиль Саррад |

### Плавание
| Соревнование               | Спортсмен    | Полуфинал | Полуфинал | Финал     | Финал     |
| Соревнование               | Спортсмен    | Результат | Место     | Результат | Место     |
| -------------------------- | ------------ | --------- | --------- | --------- | --------- |
| 200 метров вольным стилем  | Эрик Эриксон | 3:05,8    | 4         | не прошёл | не прошёл |
| 1000 метров вольным стилем | Эрик Эриксон | 17:41,2   | 3         | 17:50,0   | 9         |
| 200 метров на спине        | Эрик Эриксон | 4:05,4    | 4         | 3:56,4    | 8         |

### Фехтование
| Соревнование | Спортсмены | Первый раунд | Четвертьфинал | Дополнительный раунд | Полуфинал | Полуфинал | Полуфинал | Финал     | Финал     | Финал     | Утешительный финал |
| Соревнование | Спортсмены | Место        | Место         | Место                | Место     | Побед     | Поражений | Место     | Побед     | Поражений | Место              |
| ------------ | ---------- | ------------ | ------------- | -------------------- | --------- | --------- | --------- | --------- | --------- | --------- | ------------------ |
| Рапира       | Эмиль Фик  | не прошёл    | не прошёл     | не прошёл            | не прошёл | не прошёл | не прошёл | не прошёл | не прошёл | не прошёл | не прошёл          |